# Phố trong làng
Phố trong làng là một bộ phim truyền hình được thực hiện bởi Trung tâm Phim truyền hình Việt Nam, Đài Truyền hình Việt Nam cùng Bộ Công an do Nguyễn Mai Hiền và Trần Trọng Khôi làm đạo diễn. Phim phát sóng vào lúc 21h00 từ thứ 2 đến thứ 6 hàng tuần bắt đầu từ ngày 8 tháng 11 năm 2021 và kết thúc vào ngày 18 tháng 2 năm 2022 trên kênh VTV1.

## Nội dung
Phố trong làng xoay quanh cuộc sống của những người dân ở xã Tân Xuân, huyện Vân Hồ, tỉnh Sơn La nhưng lại bị ảnh hưởng nhiều bởi sự phát triển, hiện đại hoá. Làng quê yên bình ngày nào bỗng trở nên "có giá" nhờ đất, nhiều gia đình bỏ bê công việc, lao vào cờ bạc, đàn đúm… tệ nạn cũng từ đó nhiều lên. Giữa lúc xã đang gặp phải vô vàn vấn đề, rối ren như vậy thì Nam (Phạm Anh Tuấn) – một công an chính quy, đã được cử về giữ vị trí trưởng công an xã, một vị trí khiến anh gặp nhiều bỡ ngỡ. Không còn đi đánh án hình sự, Nam cùng các đồng đội phải làm quen với việc xử lý những sự vụ từ cá nhân, những lục đục nội bộ của dòng tộc… đến những vấn đề lớn hơn liên quan đến âm mưu chiếm đất của một nhóm lợi ích gồm cả cán bộ, doanh nghiệp và dân giang hồ...

## Diễn viên

### Diễn viên chính
- Phạm Anh Tuấn trong vai Thượng uý Nguyễn Hải Nam[10][6]
- Phạm Ngọc Anh trong vai Y tá Ngọc[6]
- Lưu Duy Khánh trong vai Trung uý Vũ Minh Hoàng[6]
- Phùng Đức Hiếu trong vai Trung uý Dương Viễn Đông[6]
- Đình Chiến trong vai Vũ Văn Trung[6]
- Đức Khuê trong vai Lê Văn Quyền[6]
- Ngô Lệ Quyên trong vai Thương
- Doãn Quốc Đam trong vai Vũ Văn Mến (Mến "trọc")[11]
- Trần Vân trong vai Hoài[12]
- Duy Hưng trong vai Dương Công Hiếu[13]
- Thu Huyền trong vai Trương Thị Thu Mây
- Lê Tuấn Anh trong vai Thuận[6]

### Diễn viên phụ
- Việt Thắng trong vai Thượng tá Đinh Công Hùng[6]
- Ngọc Thư trong vai Bà Tiền
- Quốc Trị trong vai Ông Sơn
- Mạnh Đạt trong vai Tiến
- Minh Thu trong vai Thanh Hải
- Đào Thúy Hường trong vai Mai
- Xuân Thông trong vai Trung tá Trịnh Văn Lâm
- Ngọc Tản trong vai Bà Hảo
- Bé Tú An trong vai Bé Tình
- Kim Dung trong vai Lành
- Danh Thái trong vai Bần
- Minh Nguyệt trong vai Cụ Sương
- Bình Xuyên trong vai Ông Hữu
- Tiến Mộc trong vai Ông Bắc
- Thùy Liên trong vai Bà Thím
- Thu Hương trong vai Bà Na
- Phương Hạnh trong vai Bà Thủy
- Tạ Vũ Thu trong vai Long "Ngọng"
- Tuấn Cường trong vai Đại uý Lê Anh Tuấn
- Dương Đức Quang trong vai Thượng tá Vũ Văn Thắng[6]
- Nhật Linh trong vai Thanh
- Phí Thùy Linh trong vai Vợ ông Tuấn
- Trọng Nguyên trong vai Gã thầy bói
- Huyền Sâm trong vai Chị gái Nam
- Hoàng Triều Dương trong vai Thiếu uý Bùi Trung Dũng[6]
- Trọng Minh trong vai Thiếu uý Nguyễn Mạnh Hùng[6]
- Vĩnh Xương trong vai Lê Văn Lợi

### Diễn viên khách mời
- Thanh Dương trong vai Bố Dũng
- Phạm Anh Tuấn trong vai Viên
- Hoàng Dương[14]

Cùng một số diễn viên khác...

## Đón nhận
Là bộ phim được sản xuất nhằm hướng tới chào mừng 60 năm truyền thống lực lượng Cảnh sát nhân dân, tại thời điểm phát sóng, Phố trong làng đã gây "sốt", được cho là vì dàn diễn viên trẻ đẹp, mới mẻ cùng nội dung độc đáo, chân thực. Nhiều trích đoạn của phim cũng thu hút hàng chục triệu lượt xem và nhiều lượt thích, bình luận chia sẻ. Dù vậy, bộ phim vẫn vấp phải tranh cãi về diễn xuất của hai diễn viên chính trong phim, được nhận xét là "cứng nhắc" và "gượng gạo". Kịch bản phim cũng bị đánh giá là "non", "thiếu điểm nhấn", cộng với việc quảng cáo "quá lố" gây nên ý kiến trái chiều từ người xem.
Vào tháng 3 năm 2022, bộ phim đã được Bộ Công an trao tặng bằng khen, trong đó đạo diễn cùng các diễn viên thay mặt đoàn phim nhận bằng khen từ Bộ trưởng Bộ Công an Đại tướng Tô Lâm.

## Thay đổi lịch phát sóng
Vào ngày 18 tháng 11 năm 2021, do trùng với lịch phát sóng chương trình truyền hình trực tiếp Ngày hội Đại đoàn kết toàn dân tộc, tập 9 của phim đã được lùi xuống một ngày. Cũng trong ngày 2 tháng 12 cùng năm, tập 18 được dời lịch xuống một ngày do lịch phát sóng chương trình trực tiếp Tự hào nông dân Việt Nam.
Từ ngày 3 tháng 1 đến 12 tháng 1 năm 2022, Phố trong làng được thay thế phát sóng tạm thời bằng bộ phim Mùa xuân ở lại do diễn biến phức tạp của đại dịch COVID-19. Trong hai ngày 20 và 21 tháng 1 năm 2022, do trùng lịch phát sóng Lễ trao giải VinFuture và Lễ công bố trao giải Búa liềm vàng nên tập 44 của bộ phim đã được hoãn sang ngày 24 tháng 1.

## Giải thưởng
| Năm  | Giải thưởng    | Hạng mục                | (Người) đề cử       | Kết quả   | Tham khảo            |
| ---- | -------------- | ----------------------- | ------------------- | --------- | -------------------- |
| 2021 | Giải Cánh diều | Phim truyện truyền hình | —                   | Bằng khen | [ 24 ] [ 25 ] [ 26 ] |
| 2021 | Giải Cánh diều | Biên kịch xuất sắc      | Đặng Thị Diệu Hương | Đoạt giải | [ 24 ] [ 25 ] [ 26 ] |
| 2021 | Giải Cánh diều | Biên kịch xuất sắc      | Lê Thu Thủy         | Đoạt giải | [ 24 ] [ 25 ] [ 26 ] |
| 2021 | Giải Cánh diều | Biên kịch xuất sắc      | Nguyễn Mạnh Cường   | Đoạt giải | [ 24 ] [ 25 ] [ 26 ] |